# Topia
Topia è una municipalità dello stato di Durango, nel Messico centrale, il cui capoluogo è la omonima località.
La popolazione della municipalità è di 8.581 abitanti (2010) e ha una estensione di 1.630,965 km².